# Trysil
Trysil is een gemeente in de Noorse provincie Innlandet in het midden van Noorwegen.De gemeente telde 6550 inwoners in januari 2017. Trysil is een uitgestrekte gemeente, bosrijk en dunbevolkt. In oppervlakte is het na Rendalen de grootste gemeente van Hedmark. In de winter is het een populair skigebied. Het gemeentebestuur zetelt in Innbygda. 

## Ligging
Trysil grenst in het noorden aan Engerdal en Rendalen, in het westen aan Åmot, in het zuidwesten aan Elverum en Våler en in het oosten en zuiden aan Zweden. De gemeente maakt deel uit van het district Østerdalen, het dal van de bovenloop van de Glomma. Belangrijkste rivier in de gemeente is de Trysilelva, die echter niet uitmondt in de Glomma, maar naar Zweden stroomt.

## Vervoer

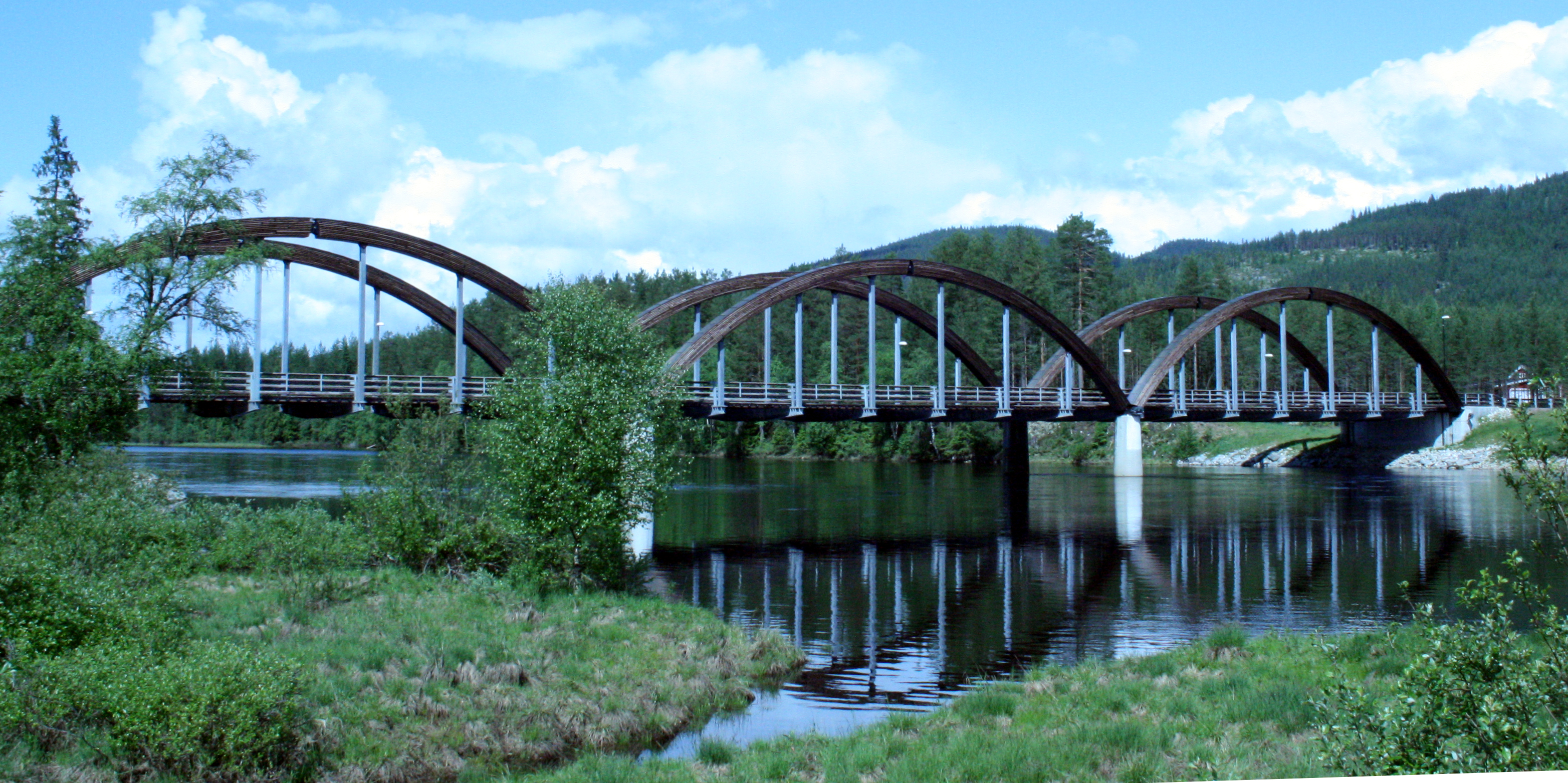
Brug over de Trysilelva in riksvei 25

De belangrijkste weg in de gemeente is riksvei 25. De weg verbindt Trysil via Hamar met Oslo, naar het oosten loopt de weg naar de Zweedse grens. Daarnaast is de vroegere riksvei, tegenwoordig fylkesvei 26 van belang voor de verbinding naar het noorden. Voor openbaar vervoer is Trysil aangewezen op busvervoer. Er is een dagelijkse verbinding met Oslo en Gardermoen

## Bijzonderheden
In het uiterste oosten van de gemeente, op de grens met Zweden ligt de berg Fulufjellet. Deze berg is middelpunt van het Fulufjellet nasjonalpark, dat aan de Zweedse kant van de grens doorloopt als Fulufjällets nasjonalpark. Aan de Noorse kant van de berg is een uitgebreid skigebied.

## Geboren
- Hallgeir Brenden (1929-2007), Noors langlaufer
- Jarl André Storbæk (1978), Noors voetballer

## Plaatsen in de gemeente
Hoofdplaats van de gemeente is Innbygda. Het dorp aan de Trysilelva ligt in het noorden van de gemeente. Ook aan die rivier, maar dan een stuk naar het zuiden ligt Nybergsund. Ten oosten van Nybergsund, aan riksvei 25 ligt Østby. Jordet in het uiterste noorden van de gemeente is een klein kerkdorp. Helemaal in het zuiden, zo'n 10 kilometer van de Zweedse grens, ligt Plassen. Een ander kerkdorp, Søre Osen, ligt in het westen van de gemeente. In het noordoosten, ook tegen de Zweedse grens ligt Ljørdalen. Een laatste dorp, Tørberget, ligt in het zuidwesten van de gemeente, tegen de grens met Elverum.

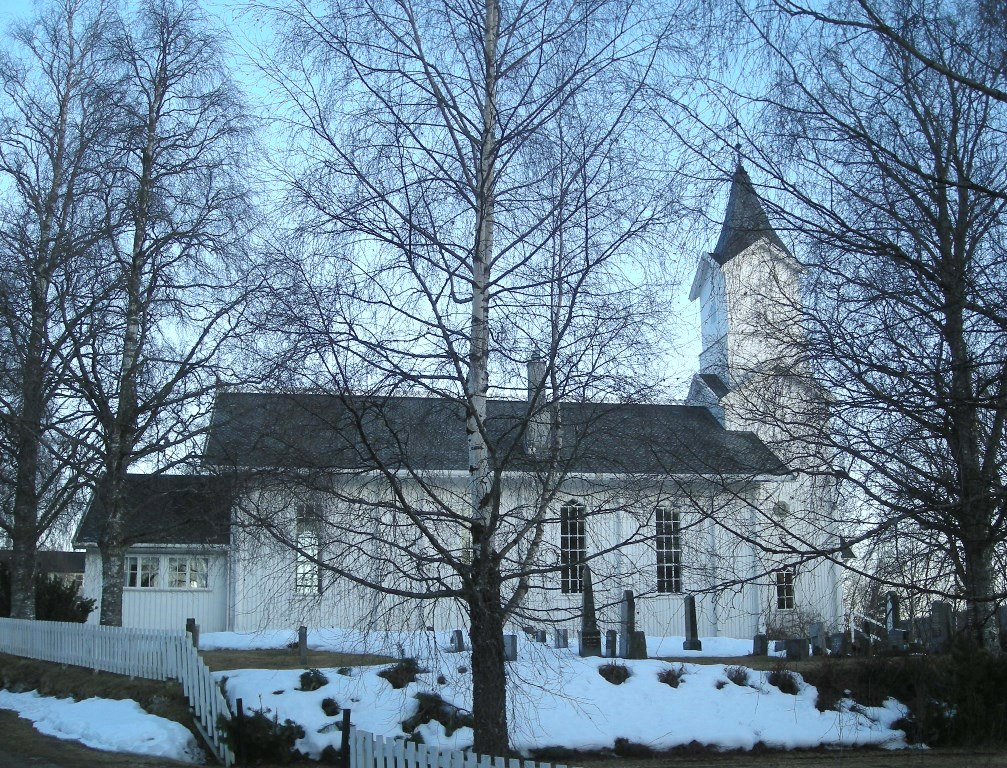
Kerk in Søre Osen
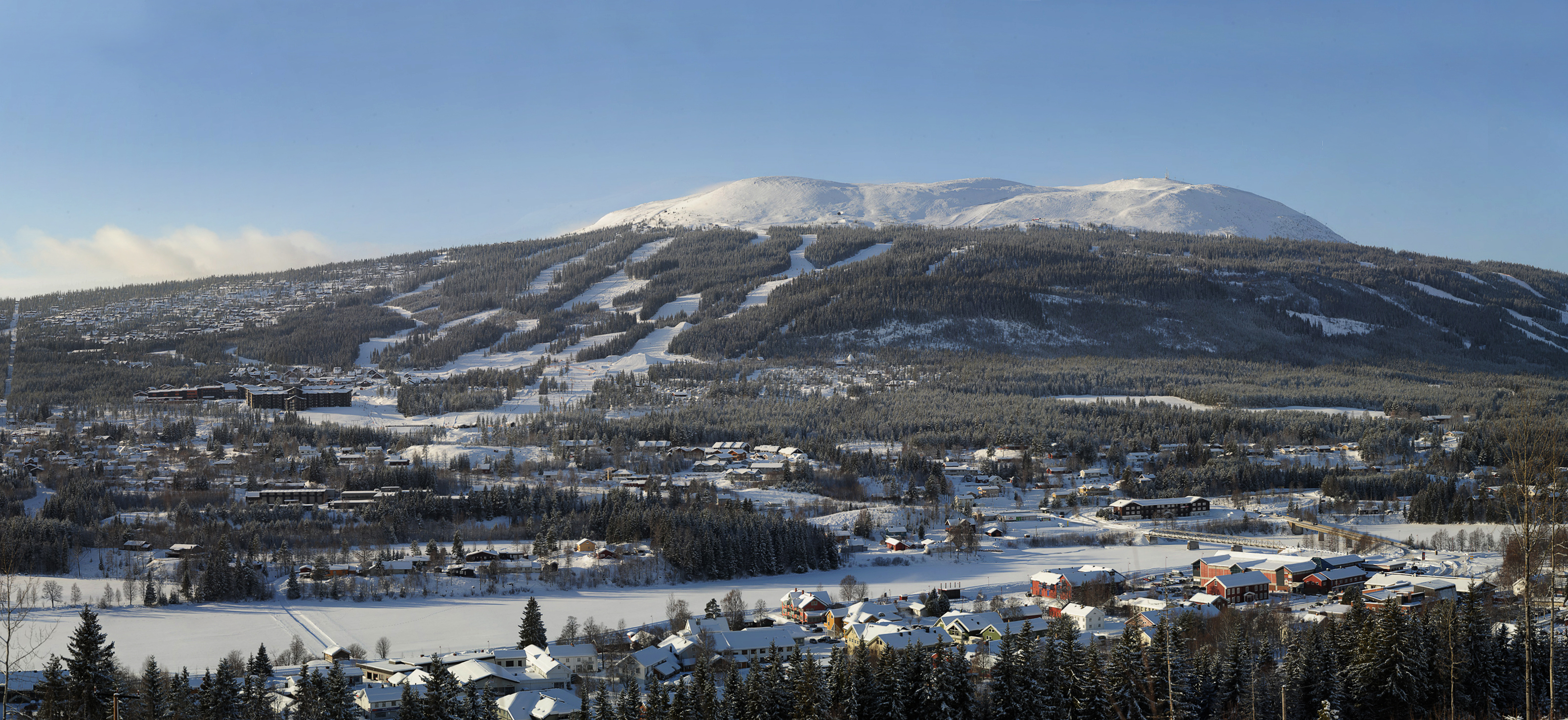
Skigebied
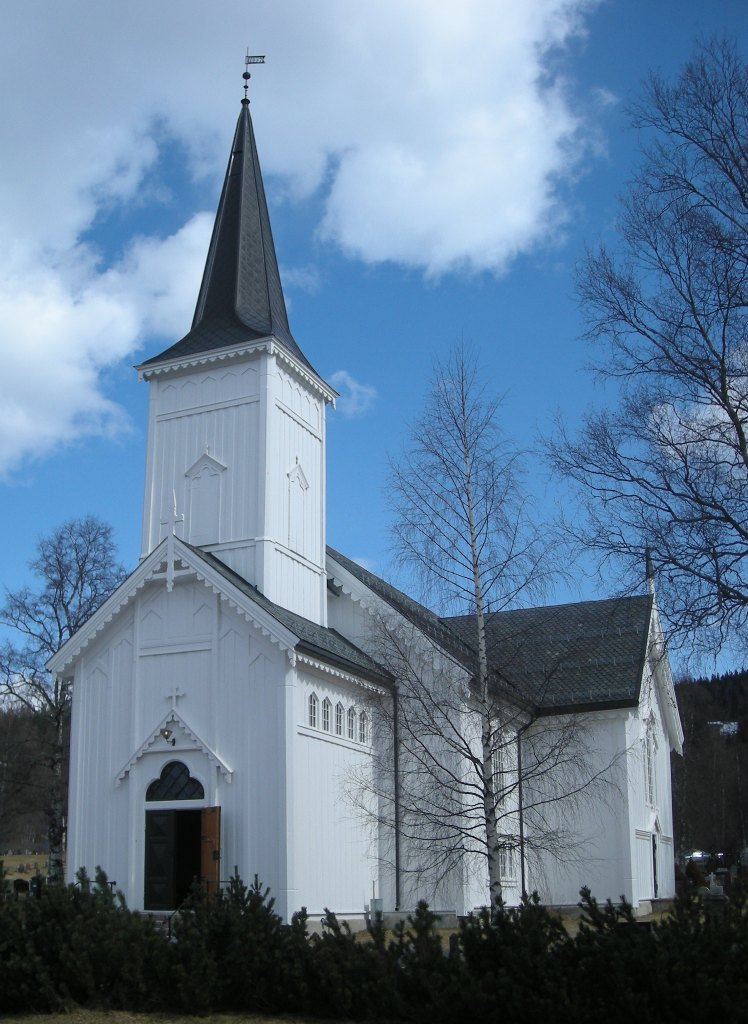
Kerk in Innbygda